# Ленино (Верещагинский район)
Ленино — посёлок в составе Верещагинского городского округа в Пермском крае.

## Географическое положение
Посёлок расположен в северной части округа на расстоянии примерно 12 километров на север-северо-запад по прямой от города Верещагино.

## Климат
Климат умеренно континентальный. Зима обычно снежная, продолжительная; лето короткое, умеренно тёплое. Средняя годовая температура воздуха около +1,3 °C. При этом средняя температура июля, как самого тёплого месяца в году +17,7 °C, а января, как наиболее холодного, −15,6 °C. Наибольшее количество осадков приходится на июль-август, наименьшее — на февраль-март. Устойчивый снежный покров в поселении появляется в конце октября — начале ноября, как правило, после наступления морозов. Глубина промерзания почвы в среднем колеблется от 30 до 150 см.

## История
Посёлок известен с 1885 года, как сельцо Елизаветинское, названное по имени хозяйки Елизаветы Сатиной. После перехода имения в руки её дочери Елены стало называться Еленино. В 30-е годы название села «сократили» до нового смысла. Посёлок до 2020 года входил в состав Вознесенского сельского поселения Верещагинского района. После упразднения обоих муниципальных образований входит в состав Верещагинского городского округа.

## Население
Постоянное население составляло 571 человек в 2002 году (90 % русские), 519 человек в 2010 году.